# Александровка (Славянский район)
Алекса́ндровка (укр. Олександрівка) — село в Черкасской поселковой общине Краматорского района Донецкой области Украины.

## Общие сведения
Население по переписи 2001 года составляло 1667 человек. Почтовый индекс — 84168. Телефонный код — 626.

## Географическое положение
Расположена на правом берегу р. Сухой Торец, на автомобильной дороге Краматорск — Барвенково. Ближайшая железнодорожная станция — Шидловская направления Краматорск — Барвенково. Рядом расположены населённые пункты: с. Новосёловка, с. Троицкое, пгт. Черкасское.

## Уроженцы
В селе родился Герой Советского Союза Пётр Кривень.

## Экономика
Юридически является центральной усадьбой дочернего предприятия «Агрофирма «Шахтер» АП «Шахта им А Ф Засядько», г. Донецк, насчитывающего более 30 структурных подразделений. МТС агрофирмы, автогараж, ремонтные мастерские, представительство АМАКО—Украина, свиноферма, птицефабрика.

## Местная власть
84162, Донецкая область, Краматорский район, пгт Черкасское, ул. Ясная, 3.